# Hilhondé
Hilhondé (en francès Philondenx) és un municipi francès situat al departament de les Landes i a la regió de la Nova Aquitània.

## Demografia
| 1962                                       | 1968 | 1975 | 1982 | 1990 | 1999 | 2007 |
| ------------------------------------------ | ---- | ---- | ---- | ---- | ---- | ---- |
| 265                                        | 286  | 275  | 266  | 221  | 204  | 207  |
| Des de 1962: població sense dobles comptes |      |      |      |      |      |      |

## Administració
| Període | Identitat              | Partit        |
| ------- | ---------------------- | ------------- |
| 2001-   | Jean-Pierre Lafferrère | Divers droite |